# Branislav Niňaj
Branislav Niňaj (sinh ngày 17 tháng 5 năm 1994) là một hậu vệ bóng đá Slovakia thi đấu cho MŠK Žilina, mượn từ câu lạc bộ Fortuna Sittard của Hà Lan và Đội tuyển bóng đá U-21 quốc gia Slovakia.

## Sự nghiệp ban đầu
Vào mùa hè 2012, anh chuyển từ FC Petržalka 1898 đến đội bóng Bratislava ŠK Slovan Bratislava. Anh ra mắt tại Corgoň Liga cho ŠK Slovan Bratislava 2013 trước FC ViOn Zlaté Moravce ngày 1 tháng 3 năm 2013, Slovan giành chiến thắng 4 - 1.